# Aterciopelados
Aterciopelados este o formație punk și rock din Columbia.
Formația a fost formată în 1990.

## Discografie
- 1993 Con el Corazon En la Mano (Cu inima în mâna)
- 1994 El Dorado
- 1996 La Pipa de la Paz (Pipa păcii)
- 1998 Caribe Atomico
- 2000 Gozo Poderoso
- 2002 Evolucion (Evoluție)